# 빅토리아 더필드
빅토리아 더필드(Victoria Duffield, 1995년 1월 3일 ~ )는 캐나다의 배우이자 가수이다.